# Indiana (São Paulo)
Pour les articles homonymes, voir Indiana (homonymie).
Indiana est une municipalité brésilienne de l'État de São Paulo et la Microrégion de Presidente Prudente.